# Biographisches Lexikon zur Geschichte der böhmischen Länder
Das Biographische Lexikon zur Geschichte der böhmischen Länder (BLGBL) ist eine seit 1974 vom Collegium Carolinum in München herausgegebene Regionalbiographie für den Bereich der böhmischen Länder bzw. der Tschechischen Republik.
Das Lexikon liefert Grundinformationen zu Leben und Werk von historischen Persönlichkeiten ungeachtet ihrer ethnischen, sprachlichen oder konfessionellen Zuordnung. Dokumentiert werden daher deutsche, sudetendeutsche, tschechische, jüdische und andere Frauen und Männer der böhmischen Länder sowie Auswärtige, die dort eine wesentliche Wirkungsphase ihres Lebens verbracht haben. Somit sind Personen versammelt, die in der Region vom Mittelalter bis zur Gegenwart relevant waren, Einfluss ausübten und damit auch die jeweilige Gesellschaft prägten. Berücksichtigt werden nur Personen, die zum Zeitpunkt der redaktionellen Bearbeitung verstorben waren.

## Geschichte
Begründet hat das Lexikon Heribert Sturm, dem als Hauptherausgeber Ferdinand Seibt, Hans Lemberg und Helmut Slapnicka folgten. Aktuell sind Herausgeber: Miroslav Kunštát, Ralph Melville und Thomas Winkelbauer.
Das BLGBL beruht auf der umfangreichen Biographischen Sammlung des Collegium Carolinum, deren Anfänge schon vor die Institutsgründung bis in das Jahr 1947 zurückreichen und die seit 1960 systematisch aufgebaut wurde.
Erschienen sind bislang Band I bis Band III und sieben Lieferungen des IV. Bandes. Die Lieferungen zu ca. 80 Seiten und Bände bis einschließlich Lieferung 4 von Band IV wurden vom Oldenbourg Wissenschaftsverlag in München veröffentlicht, ab Lieferung Band IV/5 erscheint das Lexikon im Verlag des Collegium Carolinum, das auch die älteren Bände und alle einzelnen Lieferungen noch auf Lager hat.
Zu den Bearbeitern und Leitern der Redaktion seit 1960 gehören Reiner Franke, Jutta Franke, Eva Hahn, K. Erik Franzen, Robert Luft und Pavla Šimková.

## Erschienene Publikationen
- Band I: A – H. VII u. 715 S., gebunden, München, Wien 1979 (ISBN 978-3-486-49491-4), bestehend aus den Einzelteilen:

- - Bd. I, Lieferung 1: A – Be. 1974 (Aachen, Hans von – Bergner, Christoph; ISBN 3-486-44051-9) Digitalisat
  - Bd. I, Lieferung 2: Be – Bu. 1975 (Bergopzoom(er), Johann Baptist – Buder, Adolf; ISBN 3-486-44211-2)
  - Bd. I, Lieferung 3: Bu – De. 1976 (Buder, Gustav – Demuth, Karl Josef Edler von; ISBN 3-486-44421-2)
  - Bd. I, Lieferung 4: De – Et. 1976 (Demuth, Leopold – Etrich, Ignaz; ISBN 3-486-44531-6)
  - Bd. I, Lieferung 5: Et – Fu. 1977 (Ettel, Konrad – Fuchsig, Ernst; ISBN 3-486-44661-4)
  - Bd. I, Lieferung 6: Fu – Gr. 1978 (Fučík, Julius – Grünfeld, Alfred; ISBN 3-486-44731-9)
  - Bd. I, Lieferung 7: Gr – Ha. 1978 (Grünfeld, Arnold – Havelka, Eduard; ISBN 3-486-48951-8)
  - Bd. I, Lieferung 8: Ha – Ho. 1978 (Havelka, Mathias Ritter von – Hochberger, Gallus Ritter von; ISBN 3-486-48961-5)
  - Bd. I, Lieferung 9: Ho – Hy. 1979 (Hoichelber, Franz – Hyrtl, Josef; ISBN 3-486-49491-0)

- Band II: I – M. IV u. 724 S., gebunden, München, Wien 1984 (ursprüngliche ISBN 978-3-486-55973-6, aktuelle ISBN 978-3-944396-40-8), bestehend aus den Einzelteilen:

- - Bd. II, Lieferung 1: I – Ka. 1979 (Ibl, Franz – Kaffka, Josef; ISBN 3-486-49551-8) Digitalisat
  - Bd. II, Lieferung 2: Ka – Kl. 1980 (Kafka, Bohumil – Klein, Alois; ISBN 3-486-50061-9)
  - Bd. II, Lieferung 3: Kl – Ko. 1980 (Klein, Dominik – Konrad, Edmund; ISBN 3-486-50071-6)
  - Bd. II, Lieferung 4: Ko – Kr. 1981 (Konrad (Kohn), Emil – Kruis, Karl; ISBN 3-486-50801-6)
  - Bd. II, Lieferung 5: Kr – La. 1981 (Kruliš-Randa, Otakar – Lažansky von Bukowa, Wladimir Ferdinand; ISBN 3-486-50811-3)
  - Bd. II, Lieferung 6: Le – Lo. 1982 (Lebeda, Anton Vinzenz – Löhner, Heinrich; ISBN 3-486-51731-7)
  - Bd. II, Lieferung 7: Lo – Ma. 1983 (Löhner, Joseph Edler von – Mandl, Jakob; ISBN 3-486-51741-4)
  - Bd. II, Lieferung 8: Ma – Me. 1983 (Mandl, Josef – Mendel, Gregor Johann; ISBN 3-486-52201-9)
  - Bd. II, Lieferung 9: Me – My. 1984 (Mender, Josef – Mystopol, Jan; ISBN 3-486-52541-7)

- Band III: N – Sch. VIII u. 821 S., gebunden, München 2000 (ursprüngliche ISBN 978-3-486-52551-9, aktuelle ISBN 978-3-944396-33-0), bestehend aus den Einzelteilen:

- - Bd. III, Lieferung 1: Na – Ob. 1985 (Naaf, Anton August – Obenberger, Jaroslav; ISBN 3-486-52751-7)  Digitalisat
  - Bd. III, Lieferung 2: Ob – Pe. 1986 (Obenrauch, Ferdinand Josef – Pecher, Johannes; ISBN 3-486-53921-3)
  - Bd. III, Lieferung 3: Pe – Pl. 1987 (Pechthold, Erich – Pleskot, Otakar; ISBN 3-486-54281-8)
  - Bd. III, Lieferung 4: Pl – Pr. 1988 (Pless, Franz – Prochaska, Johann Andreas; ISBN 3-486-54781-X)
  - Bd. III, Lieferung 5: Pr – Re. 1989 (Prochaska (Procházka), Josef – Řeháková, Anna; ISBN 3-486-54791-7)
  - Bd. III, Lieferung 6: Re – Ri. 1991 (Řeháková, Regina – Ritteg, Johann (Hans); ISBN 3-486-55936-2)
  - Bd. III, Lieferung 7: Ri – Ry. 1993 (Rittinger, Peter Ritter von – Rychtera, Jaroslav; ISBN 3-486-56050-6)
  - Bd. III, Lieferung 8: Ry – Sch[i]. 1995 (Rydlo, Antonín – Schier, Herbert; ISBN 3-486-56152-9)
  - Bd. III, Lieferung 9: Schi – Schö. 1999 (Schier, Johann Nepomuk – Schödl, Gustav; ISBN 3-486-56305-X)
  - Bd. III, Lieferung 10: Schö – Schy. 1999 (Schödl, Heinrich – Schyrlaeus de Rheita, Anton Maria; ISBN 3-486-56428-5)

- Band 4: Sci – Su. (im Druck), bestehend aus den Einzelteilen:

- - Bd. IV, Lieferung 1: Scip – Site. 2003 (Scipio, Laurentius – Sitenský, František; ursprüngliche ISBN 978-3-486-56248-4, aktuelle ISBN 978-3-944396-03-3)
  - Bd. IV, Lieferung 2: Sitk – Soko. 2005 (Sitka, Jakob – Sokol, Rudolf; ISBN 978-3-944396-04-0)
  - Bd. IV, Lieferung 3: Sokol – Stefani. 2008 (Sokol, Rudolf – Stefani, Jan; ISBN 978-3-944396-00-2)
  - Bd. IV, Lieferung 4: Štefánik – Sterc. 2011 (Štefánik, Milan Rastislav – Sterc, Otto; ISBN 978-3-944396-35-4)
  - Bd. IV, Lieferung 5: Štercl – Stoderl. 2015 (Štercl, Jaroslav – Stoderl, Wenzel; ISBN 978-3-944396-52-1)
  - Bd. IV, Lieferung 6: Stodola – Stransky, H. 2016 (Stodola, Aurel Boleslav – Stranský, Hugo; ISBN 978-3-944396-60-6)
  - Bd. IV, Lieferung 7: Stránský, J. – Štroner. 2018 (Stránský, Jan – Štroner, Vladimír; ISBN 978-3-944396-62-0)
  - Bd. IV, Lieferung 8–9: Stroperius – Sůva. 2024 (Stroperius, Justus – Sůva, Jaroslav; ISBN 978-3-944396-69-9)

## Online-Version
- Band I: A – H. (1979) oder online unter osmikon.de.
- Band II: I – M.(1984) oder online unter osmikon.de.
- Band III: N – Sch. (2000) oder online unter osmikon.de.